# José Sevenants
José Sevenants, né le 25 août 1868 et mort le 10 décembre 1946 à Bruxelles, est un pianiste, compositeur et pédagogue belge.

## Biographie
Formé au Conservatoire royal de Bruxelles auprès des professeurs Arthur De Greef, pour le piano, Joseph Jongen, pour l'harmonie, et Hubert-Ferdinand Kufferath (nl) pour le contrepoint, José Sevenans obtient un premier prix de piano en 1891. Après ses études, il devient interprète puis professeur de piano titulaire au Conservatoire en 1924, secondant ainsi Charles Scharrès, poste qu'il conservera jusque 1933. Parmi ses élèves figurent des personnalités telles que Franz Constant (d), Marcel Poot ou encore André Dumortier. 
En tant que compositeur, ses œuvres s'inscrivent essentiellement dans la mouvance impressionniste en se rapprochant de compositions comme celles de Ravel ou Debussy. Le jardin enchanté, Humoresque et Pan et les Nymphes comptent parmi ses œuvres les plus notables. La plupart de ses œuvres ont été éditées par la maison d'édition bruxelloise L'Art Belge et son successeur, Bosworth.
Il a également versé dans la pédagogie en écrivant l'ouvrage réédité Le mécanisme pianistique contemporain, publié chez ce même éditeur.
José Sevenants est le père de Fernand Sevenants et le grand-père de Marc Danval, qui s'illustreront tous les deux dans la vie musicale belge .